# وسیله نقلیه خورشیدی

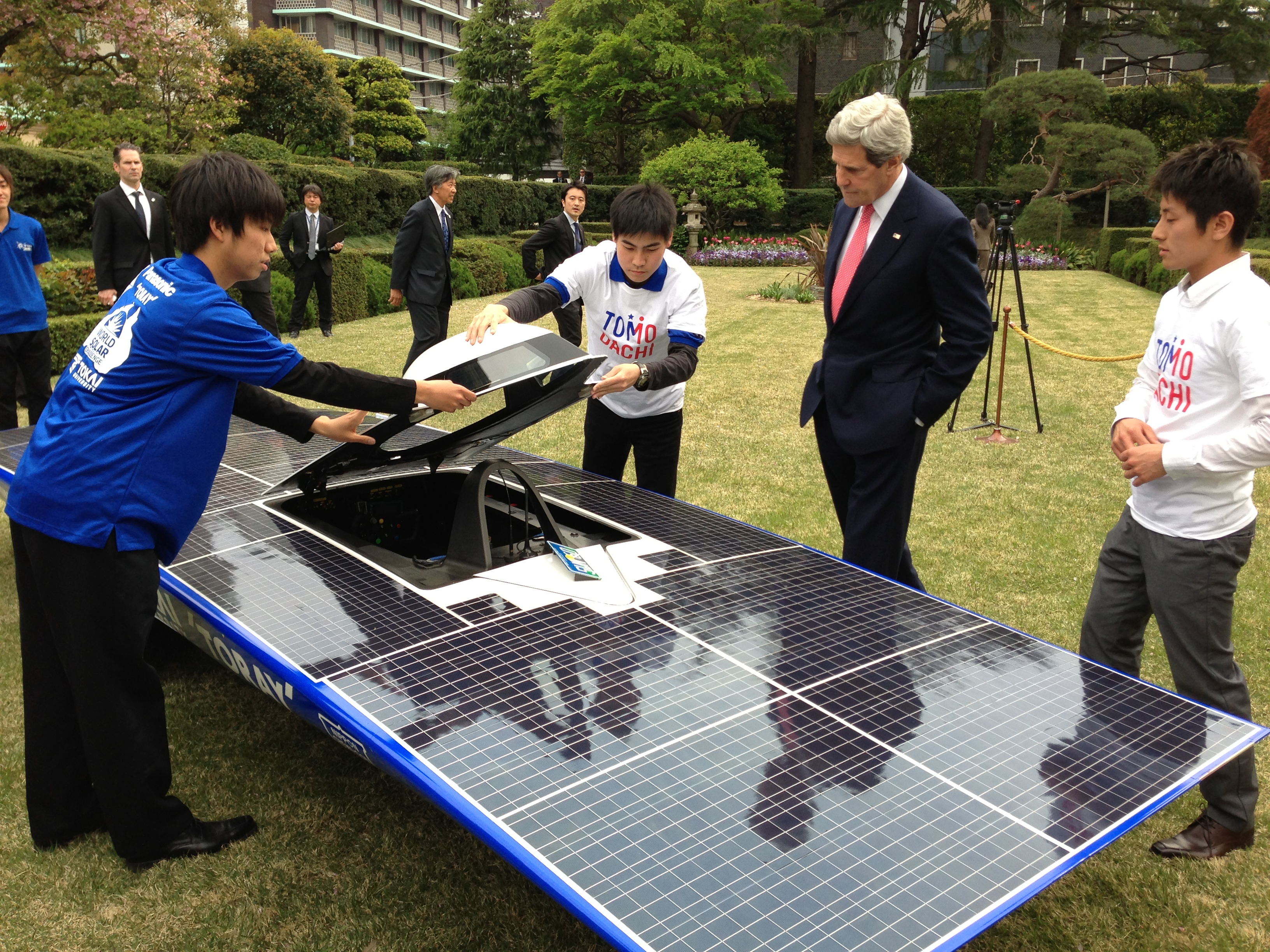
جان کری وزیرسابق امور خارجه آمریکا، در تاریخ ۱۴ آوریل ۲۰۱۳ یک خودرو با انرژی خورشیدی را تحسین می‌کند که توسط اعضای برنامه ابتکار عمل جوانان توموداچی در توکیو ژاپن، ساخته شده‌است.

وسیله نقلیه خورشیدی یا خودروی الکتریکی خورشیدی، یک وسیله نقلیه الکتریکی است که کاملاً یا به‌طور قابل توجهی از انرژی مستقیم خورشیدی تأمین می‌شود. معمولاً سلولهای فتوولتائیک (PV) موجود در صفحات خورشیدی، انرژی خورشید را مستقیماً به انرژی الکتریکی تبدیل می‌کنند. اصطلاح «وسیله نقلیه خورشیدی» معمولاً به این معنی است که از انرژی خورشیدی برای تأمین انرژی همه یا بخشی از پیشرانه خودرو استفاده می‌شود. از انرژی خورشیدی ممکن است برای تأمین برق برای ارتباطات یا کنترل‌ها یا دیگر عملکردهای کمکی نیز استفاده شود.
وسایل نقلیه خورشیدی اکنون به عنوان وسایل ترابری روزمره به فروش نمی‌رسند، اما در گام نخست وسایل نقلیه خورشیدی جنبه نمایشی و تمرینات مهندسی دارند که بیشتر توسط سازمان‌های دولتی حمایت مالی می‌شوند. با این حال، وسایل نقلیه که غیرمستقیم از شارژ خورشیدی استفاده می‌کنند بسیار متداول هستند، البته قایق‌های خورشیدی به صورت تجاری در دسترس هستند.

## زمین

### اتومبیل‌های خورشیدی
خودروهای خورشیدی برای تبدیل نور خورشید به برق برای حرکت موتورهای الکتریکی به سلول‌های PV نیازمندند. برخلاف انرژی حرارتی خورشیدی که انرژی خورشیدی را به گرما تبدیل می‌کند، سلول‌های PV مستقیماً نور خورشید را به برق تبدیل می‌کنند. به عنوان مثال، می‌توان از خودروی خورشیدی هیوندای که به تازگی راه‌اندازی شده و دارای صفحات خورشیدی روی سقف خودرو است نام برد. پانل‌های PV موجود در خودرو برق را جهت شارژ باتری‌های خودرو تولید می‌کنند.